# Раджави, Масуд
Масуд Раджави (перс. مسعود رجوی‎; р. 1948) — один из лидеров иранского антифундаменталистского сопротивления леворадикального толка.

## Биография
Масуд Раджави родился в 1948 году в городе Табас провинции Хорасан. Поступил в Тегеранский университет, где студентом вступил в Организацию моджахедов иранского народа (ОМИН). Через три года Раджави был одним из 12 членов ЦК Моджахеддин-е Халк. В 1971 году был арестован шахской тайной полицией САВАК и приговорён к смертной казни, но после вмешательства Франсуа Миттерана и «Международной амнистии» приговор был заменён на пожизненное заключение. Раджави вышел из тюрьмы лишь после антишахской революции.
В 1980 году Масуд Раджави решил баллотироваться на пост президента страны на предстоящих выборах (его поддержали также Организация партизан-фидаинов иранского народа, Союз иранских социалистов, Национально-демократический фронт, Комала, Демократическая партия Иранского Курдистана), но Хомейни наложил вето на его кандидатуру. В это время Раджави начинает выступать с критикой нового режима, а с 1981 года возглавляет партизанскую войну с целью свержения «режима мулл» и установления в стране исламской социалистической республики. Ослабленные жестокими репрессиями, моджахеды нашли убежище на территории соседнего Ирака, который оказал поддержку Раджави и его группировке. 29 июля 1982 года бежал из Ирана на самолёте иранских ВВС вместе с бывшим президентом страны А. Банисадром.
В июле 2010 года в Ираке был издан заочный указ о его аресте по обвинению в соучастии в преступлениях бывшего президента Ирака С. Хуссейна. Однако после вторжения США в Ирак в 2003 году о нём ничего не известно.
В 1982—1984 годах был женат на Фирузе Банисадр, дочери первого президента Ирана. Нынешняя супруга Масуда, Мирьям Раджави, также активно принимает участие в движении сопротивления.